# Joyride (singolo Roxette)
Joyride è un singolo del duo svedese Roxette, pubblicato il 25 febbraio 1991 come primo estratto dall'album omonimo.

## Descrizione
il brano, scritto da Per Gessle, ha ottenuto un notevole successo, riuscendo ad arrivare ai vertici delle classifiche in Europa, Australia, Canada e Stati Uniti, dove ha raggiunto il primo posto della Billboard Hot 100, nel maggio 1991.

## Tracce
7" 1991 - Svezia (EMI – 1364007)
- Lato A

1. Joyride – 3:58

- Lato B

1. Come Back (Before You Leave) – 4:34

12" 1991 - Svezia (EMI – 1364006)
- Lato A

1. Joyride – 6:08

- Lato B

1. Joyride (7" Version) – 3:58
2. Come Back (Before You Leave) – 4:34

CDS 1991 - Svezia (EMI – 1364002)
1. Joyride (7" Version) – 4:01
2. Come Back (Before You Leave) – 4:36
3. Joyride (Magic Friend Mix) – 6:08
4. Joyride (U.S. Remix) – 4:05

## Classifiche

### Classifiche settimanali
| Classifica (1991)                | Posizione massima |
| -------------------------------- | ----------------- |
| Australia                        | 1                 |
| Austria                          | 1                 |
| Belgio (Fiandre)                 | 1                 |
| Canada                           | 1                 |
| Danimarca                        | 1                 |
| Europa                           | 1                 |
| Finlandia                        | 2                 |
| Francia                          | 39                |
| Germania                         | 1                 |
| Grecia                           | 7                 |
| Irlanda                          | 9                 |
| Italia                           | 4                 |
| Norvegia                         | 1                 |
| Nuova Zelanda                    | 3                 |
| Paesi Bassi                      | 1                 |
| Portogallo                       | 1                 |
| Regno Unito                      | 4                 |
| Stati Uniti                      | 1                 |
| Stati Uniti (adult contemporary) | 21                |
| Svezia                           | 1                 |
| Svizzera                         | 1                 |

### Classifiche di fine anno
| Classifica (1991) | Posizione |
| ----------------- | --------- |
| Australia         | 9         |
| Austria           | 6         |
| Belgio (Fiandre)  | 7         |
| Canada            | 6         |
| Germania          | 4         |
| Italia            | 23        |
| Nuova Zelanda     | 37        |
| Paesi Bassi       | 12        |
| Stati Uniti       | 23        |
| Svizzera          | 2         |